# Kaluško-riška linija
Kaluško-riška linija (rusko Калу́жско-Ри́жская ли́ния, IPA: [kɐˈɫuʂskə ˈrʲiʂskəjə ˈlʲinʲɪjə]) (Linija 6; Oranžna linija) je linija Moskovske podzemne železnice, ki je prvotno obstajala kot dve ločeni radialni liniji, Riška in Kaluška, ki sta bili odprti v letih 1958 in 1962. Šele leta 1971 sta bili poenoteni v eno linijo, saj je bil dokončan centralni del, ki je povezoval postaji Oktjabrska in Prospekt mira. To je bila prva linija v Moskvi, ki je omogočala medplatformno prestopanje. Riški radij je bil okvirno poravnan s severnim prospektom Prospekt mira, Kaluški radij pa na splošno sledi jugozahodni cesti Profsojuzna ulica. Kaluško-riška linija je danes tretja najprometnejša v sistemu in ima 1,015 mio potnikov dnevno. Dolga je 37,8 km, potovalni čas pa je 56 min. Na zemljevidih podzemne železnice je običajno pobarvana oranžno in ima številko 6.

## Zgodovina
Kaluško-riška linija je bila prva v Moskvi, ki je bila zgrajena v času nove epohe, ko so v nasprotju z ročnim delom starih časov, ki je proizvedlo najbolj slavne postaje v sistemu, destalinizacijske politike Nikite Hruščova prisilile modernizacijo in razvoj novih varčevalnih tehnik.

### Riška
Leta 1954 je bila okvirna shema podzemne železnice zaključena, ko je Obročasta linija postala popolnoma delujoča. Planerji moskovske podzemne železnice so takoj narisali nova območja razvoja, ki bi postale radiji, ki se začenjajo na krogu. Prvi tak radij je postala Riška, ki se je razširila severno od Botaničeskega sada (zdaj Prospekt mira) vzdolž Prospekta mira ob Riški železniški postaji in do konca pri Razstavi dosežkov narodnega gospodarstva. Gradnja se je začela sredi 50. let in leta 1958 so bile odprte prve štiri postaje novega radija. Že prve postaje so izkazovale čisti prehod od stalinističnih elementov v arhitekturi, kjer je bilo očitno, kako je bil spremenjen prvotni projekt, da bi bil bolj preprost in estetičen. Nove gradbene metode, kot je bilo krajšanje diametrov obokov na postajah iz 9,5 m na 8,5 m in nove metode združevanja elementov, so dramatično skrajšale čas gradnje.

### Kaluška
Na nasprotnem koncu kroga je bil načrtovan drugi novi radij, Kaluška, ki bi sledila na jugovzhodni konturi do novozgrajenega rajona Čerjomuški, ki so ga sestavljale hruščovke. Prvič v zgodovini je bil ustvarjen skupni projekt za podzemno postajo Sorkonožka (striga). Sestavljala ga je obkrožajoča betonska prizma in dve podpirajoči vrsti stebrov za strop. Prvotni načrt je bil standardiziran do te mere, da so se postaje razlikovale samo po barvi marmorja stolpov in vzorcih keramičnih ploščic na stenah. Ta metoda je omogočala še nadaljnja povečanja v gradbenih metodah. To je omogočala racionalna kombinacija globokih ščitnih predorov in jam podzemnih postaj, kar je postal najširše uporabljana tehnika v veliko postajah podzemne železnice bivše ZSSR. Kaluška linija je bila odprta leta 1962, leta 1964 pa je doživela prvo razširitev do novega Kaluškega depoja, kjer je bila odprta začasna površinska postaja.

### Prestopne točke
Prvotno je bilo mišljeno, da bosta dva radija obstajala samostojno in se zaključevala na obroču, toda dinamični pretok potnikov je povzročil, da so načrtovalci podzemne železnice takoj ugotovili svojo napako. Da bi to popravili so se odločili povezati radije z diametrom in razbremeniti obroč s omogočanjem več prestopnih točk v obsegu. Leta 1970 je bila odprta prva razširitev od Oktjabrske je proti severu, kjer se je linija srečala s Tagansko-Krasnopresnensko linijo pri Kitaj gorodu je bila prvič odprta kombinirana medplatformna prestopna točka, obe postaji pa so gradili istočasno. Konec leta 1971 so bile linije končno povezane s centralnim delom in nastala je Kaluško-riška linija. Dve postaji, ki sta oblikovali zadnje presečišče sta uporabljali metodo hidroizolacije, ki je nastala ločeno in je bila nato ustavljena, namesto da bi jo uporabili po delih. To je omogočilo, da je bilo trimesečno delo končano v dobrem tednu.